# Elena López Riera
Elena López Riera (Oriola, Baix Segura, 1982) és una directora de cinema i artista valenciana. Viu a Ginebra i París.

## Carrera
Elena López Riera va estudiar Comunicació Audiovisual a València, Espanya, i després es va doctorar a Ginebra.
El seu curtmetratge Pueblo es va estrenar el 2015 al Quinzaine des réalisateurs de Cannes. Els seus altres curtmetratges Las vísceras (2016) i Los que desean es van estrenar al Festival Internacional de Cinema de Locarno, el segon va rebre immediatament el premi al millor curtmetratge i el Premi de Cinema Europeu.
Va participar en la residència d'artista de la Cinéfondation amb el guió del seu primer llargmetratge El agua; la pel·lícula també va ser convidada a la Quinzaine des Réalisateurs de Cannes el 2022.
Elena López Riera és professora, entre d'altres, a la HEAD Universitat de Ciències Aplicades de Ginebra al departament de cinema i literatura comparada de la Universitat de Ginebra.

## Filmografia
- 2015: Pueblo
- 2016: Las vísceras
- 2018: Los que desean
- 2022: El agua
- 2024: Las novias del sur